# Паж, Мартен
Марте́н Паж (фр. Martin Page, род. 7 февраля 1975[…], Париж) — французский писатель, иллюстратор и редактор, наиболее известен по бестселлеру «Как я стал идиотом» (фр. Comment je suis devenu stupide).

## Биография
Родился в 1975 году в Париже. В колледже изучал юриспруденцию, психологию, лингвистику, социологию, антропологию и историю искусства. Живёт в Нанте.

## Творчество
Дебютировал с романом «Как я стал идиотом» в возрасте 25 лет. В произведении выводится распространённая мысль о том, что ум часто приносит человеку страдания, но не радость; «став идиотом», освобождаешься и от ловушек собственных мыслей. Автор многих эссе, а также предисловий к французским переводам О. Уайлда, О. де Бальзака. Паж пишет также для детей; его романы были переведены на многие языки, включая русский. В 2012 году выпустил роман ужасов «La nuit a dévoré le monde» («Ночь пожрала мир») под псевдонимом Pit Agarmen (анаграмма имени писателя). В 2018 г. вышел в прокат фильм «Париж. Город Zомби», снятый по этому роману.
Создаёт рисунки, небольшие анимации, ведёт блог в сети.